# رودولف دوبریویچ
رودولف دوبریویچ (کرواتی: Rudolf Dobrijević؛ ۲۷ ژانویهٔ ۱۹۰۶ – ۲۹ مهٔ ۱۹۹۱) بازیکن فوتبال اهل یوگسلاوی بود.
از باشگاه‌هایی که در آن بازی کرده‌است می‌توان به باشگاه فوتبال یوگسلاویا اشاره کرد.